# 佐伯美穂
佐伯 美穂（さえき みほ、現姓：萬田、1976年3月18日 - ）は、日本の女子プロテニス選手。WTAツアーでシングルスの優勝はないが、ダブルスで4勝を挙げた。右利き、バックハンド・ストロークは両手打ち。自己最高ランキングはシングルス56位、ダブルス49位。アメリカ・ニューヨーク市出身。藤村女子高校卒業。

## 来歴
11歳のときにテニスを始め、高校卒業後の1994年4月にプロ入りする。1995年4月の「ジャパン・オープン」女子ダブルスで吉田友佳とペアを組み、杉山愛と長塚京子のペアを 6-7, 6-4, 7-6 で破って初優勝を飾った。1996年11月にタイ・パタヤ市の大会で、吉田とのペアでダブルス2勝目を達成。1997年の全豪オープンから4大大会に挑戦を始める。佐伯の4大大会シングルス自己最高成績は1998年の全仏オープン3回戦進出であるが、この年は全豪オープン2回戦で杉山愛と“日本人対決”を繰り広げたり、全米オープン2回戦でアメリ・モレスモに挑戦するなどの活躍があった。ダブルスでは1998年全米オープンで吉田友佳と組みベスト8に進出した。
1999年の全豪オープン2回戦では第12シードのアンナ・クルニコワと対戦した。クルニコワが「31本」のダブル・フォールトを連発したが佐伯も攻め切れず、試合は 1-6, 6-4, 10-8 でクルニコワの勝利となった。
佐伯はこの年のウィンブルドン2回戦でアマンダ・クッツァーに敗れた後、足の故障のためいったん現役引退を表明した。しかし2000年9月に復帰を決意し、同年11月に全日本テニス選手権の混合ダブルスで復活優勝を果たす。復帰後は4大大会の本戦出場はないが、女子テニスツアー下部組織の小規模な大会で活躍を続けてきた。全日本テニス選手権では、2003年に女子ダブルスで吉田友佳とペアを組んで優勝し（この組は1997年以来、6年ぶり2度目の優勝となった）、2004年は女子シングルス決勝で中村藍子を 7-6, 6-4 で破って初優勝を飾った。2005年2月のメンフィス大会では9年ぶりのダブルス4勝目を挙げた。
2006年の全豪オープンは久々の4大大会挑戦となったが、予選の2回戦で敗退した。（4大大会の予選は、3試合を勝ち抜かないと本戦出場資格を得られない。）
2007年4月に右手を手術した。復帰を目指していたが2008年11月に現役を引退して結婚している。現在は一児の母である。

## WTAツアー決勝進出結果

### ダブルス: 4回 (4勝0敗)
| 結果 | No. | 決勝日         | 大会       | サーフェス    | パートナー   | 対戦相手                                  | スコア        |
| ---- | --- | -------------- | ---------- | ------------- | ------------ | ----------------------------------------- | ------------- |
| 優勝 | 1.  | 1995年4月16日  | 東京       | ハード        | 吉田友佳     | 杉山愛 長塚京子                           | 6-7, 6-4, 7-6 |
| 優勝 | 2.  | 1996年10月20日 | 北京       | ハード        | 雉子牟田直子 | 細木祐子 Kazue Takuma                     | 7–5, 6–4      |
| 優勝 | 3.  | 1996年11月24日 | パタヤ     | ハード        | 吉田友佳     | ティナ・クリザン 宮城ナナ                 | 6-2, 6-3      |
| 優勝 | 4.  | 2005年2月20日  | メンフィス | ハード (室内) | 吉田友佳     | ローラ・グランビル アビゲイル・スピアーズ | 6-3, 6-4      |

## 4大大会シングルス成績
略語の説明
| W | F | SF | QF | #R | RR | Q# | LQ | A | Z# | PO | G | S | B | NMS | P | NH |

W=優勝, F=準優勝, SF=ベスト4, QF=ベスト8, #R=#回戦敗退, RR=ラウンドロビン敗退, Q#=予選#回戦敗退, LQ=予選敗退, A=大会不参加, Z#=デビスカップ/BJKカップ地域ゾーン, PO=デビスカップ/BJKカッププレーオフ, G=オリンピック金メダル, S=オリンピック銀メダル, B=オリンピック銅メダル, NMS=マスターズシリーズから降格, P=開催延期, NH=開催なし.
| 大会           | 1995 | 1996 | 1997 | 1998 | 1999 | 2000 | 2001 | 2002 | 2003 | 2004 | 2005 | 2006 | 通算成績 |
| -------------- | ---- | ---- | ---- | ---- | ---- | ---- | ---- | ---- | ---- | ---- | ---- | ---- | -------- |
| 全豪オープン   | A    | LQ   | 1R   | 2R   | 2R   | A    | A    | LQ   | A    | A    | A    | LQ   | 2–3      |
| 全仏オープン   | LQ   | LQ   | 1R   | 3R   | 1R   | A    | A    | LQ   | A    | LQ   | A    | LQ   | 2–3      |
| ウィンブルドン | LQ   | LQ   | 1R   | 1R   | 2R   | A    | A    | LQ   | A    | LQ   | A    | LQ   | 1–3      |
| 全米オープン   | A    | LQ   | 1R   | 2R   | LQ   | A    | A    | LQ   | LQ   | LQ   | A    | LQ   | 1–2      |